# Andance
Andance est une commune française, située dans le département de l'Ardèche, en région Auvergne-Rhône-Alpes.
Son territoire est situé dans le nord du département, non loin d'Annonay et elle est une des communes adhérentes à la communauté de communes Porte de DrômArdèche positionnée sur les deux départements de la Drôme et de l'Ardèche.

## Géographie

### Situation et description

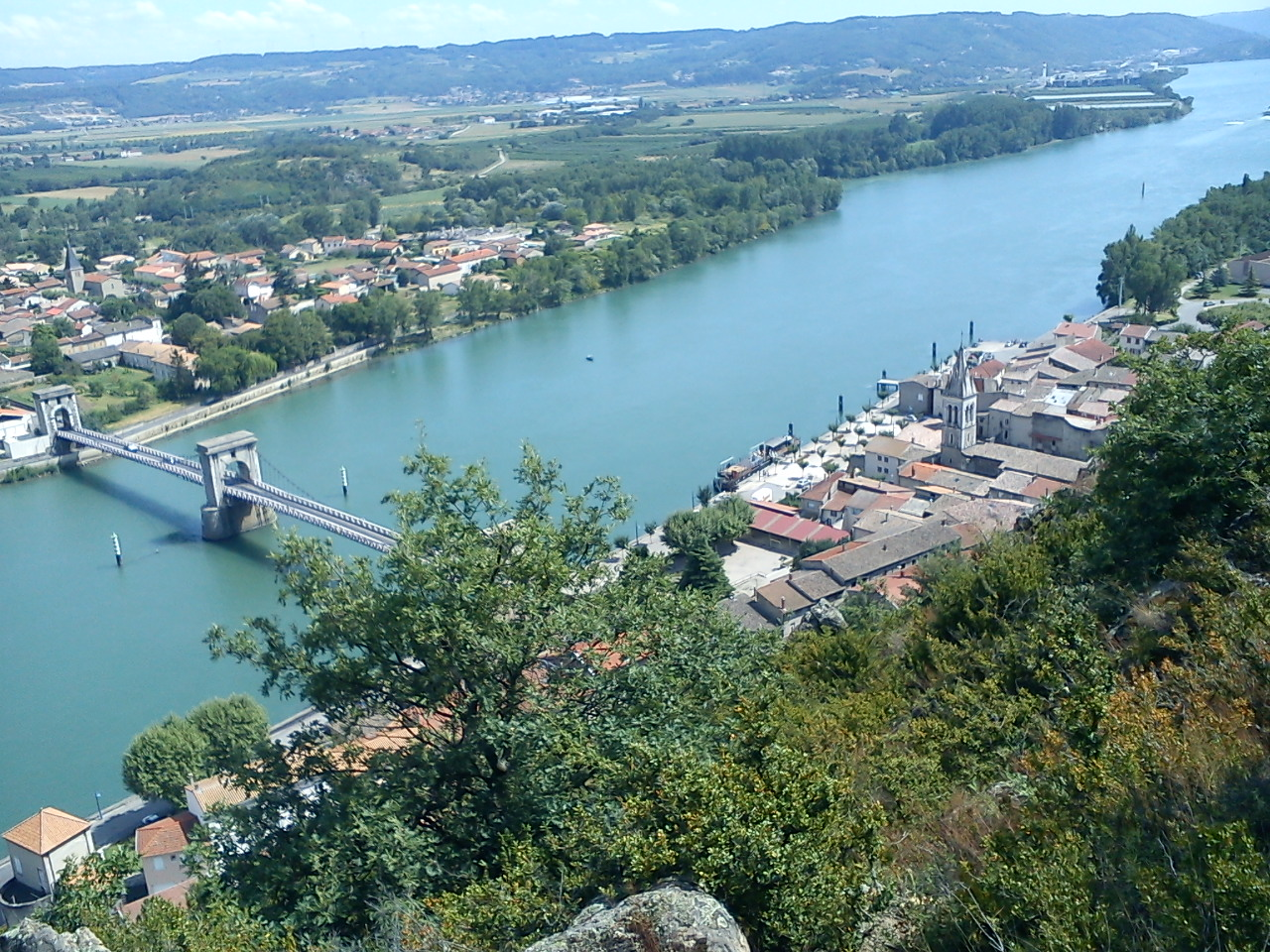
Au plus près du Rhône, sur sa rive droite.

La commune d'Andance est située à 15 kilomètres d’Annonay et 35 kilomètres de Valence. Les habitants se nomment les Andançois.
Du nord au sud, elle s'étend le long de la rive droite du Rhône sur environ 6 km. Au nord, elle est limitrophe avec la commune de Champagne. Au sud avec celle de Sarras au niveau de la rivière Cance. Le chef-lieu est situé à la confluence du ruisseau du Torrenson avec le Rhône.
D'est en ouest, sa « largeur » est plus modeste. Son territoire comprend l'étroite plaine fertile de la rive droite et monte jusqu'au bord supérieur du plateau, en limite avec les communes de Saint-Désirat, Saint-Étienne-de-Valoux et Talencieux.

### Climat
Pour des articles plus généraux, voir Climat d'Auvergne-Rhône-Alpes et Climat de l'Ardèche.
En 2010, le climat de la commune est de type climat du Bassin du Sud-Ouest, selon une étude du CNRS s'appuyant sur une série de données couvrant la période 1971-2000. En 2020, Météo-France publie une typologie des climats de la France métropolitaine dans laquelle la commune est dans une zone de transition entre le climat de montagne et le climat méditerranéen et est dans la région climatique Moyenne vallée du Rhône, caractérisée par un bon ensoleillement en été (fraction d’insolation > 60 %), une forte amplitude thermique annuelle (4 à 20 °C), un air sec en toutes saisons, orageux en été, des vents forts (mistral), une pluviométrie élevée en automne (250 à 300 mm).
Pour la période 1971-2000, la température annuelle moyenne est de 12,5 °C, avec une amplitude thermique annuelle de 17,9 °C. Le cumul annuel moyen de précipitations est de 810 mm, avec 7,6 jours de précipitations en janvier et 5,6 jours en juillet. Pour la période 1991-2020, la température moyenne annuelle observée sur la station météorologique de Météo-France la plus proche, « Saint-Désirat Sa », sur la commune de Saint-Désirat à 2 km à vol d'oiseau, est de 13,3 °C et le cumul annuel moyen de précipitations est de 698,4 mm,. Pour l'avenir, les paramètres climatiques de la commune estimés pour 2050 selon différents scénarios d'émission de gaz à effet de serre sont consultables sur un site dédié publié par Météo-France en novembre 2022.

### Hydrographie
Le territoire communal borde le Rhône sur sa rive droite.

### Voies de communication et transports
Le village est traversé par la route départementale 86, ancienne route nationale 86. Cette voie est rejointe par la D 82, ancienne RN 82 dénommée aussi « route bleue », qui offrait une alternative à la RN 7 en contournant Lyon par Roanne, Saint-Étienne et Annonay.

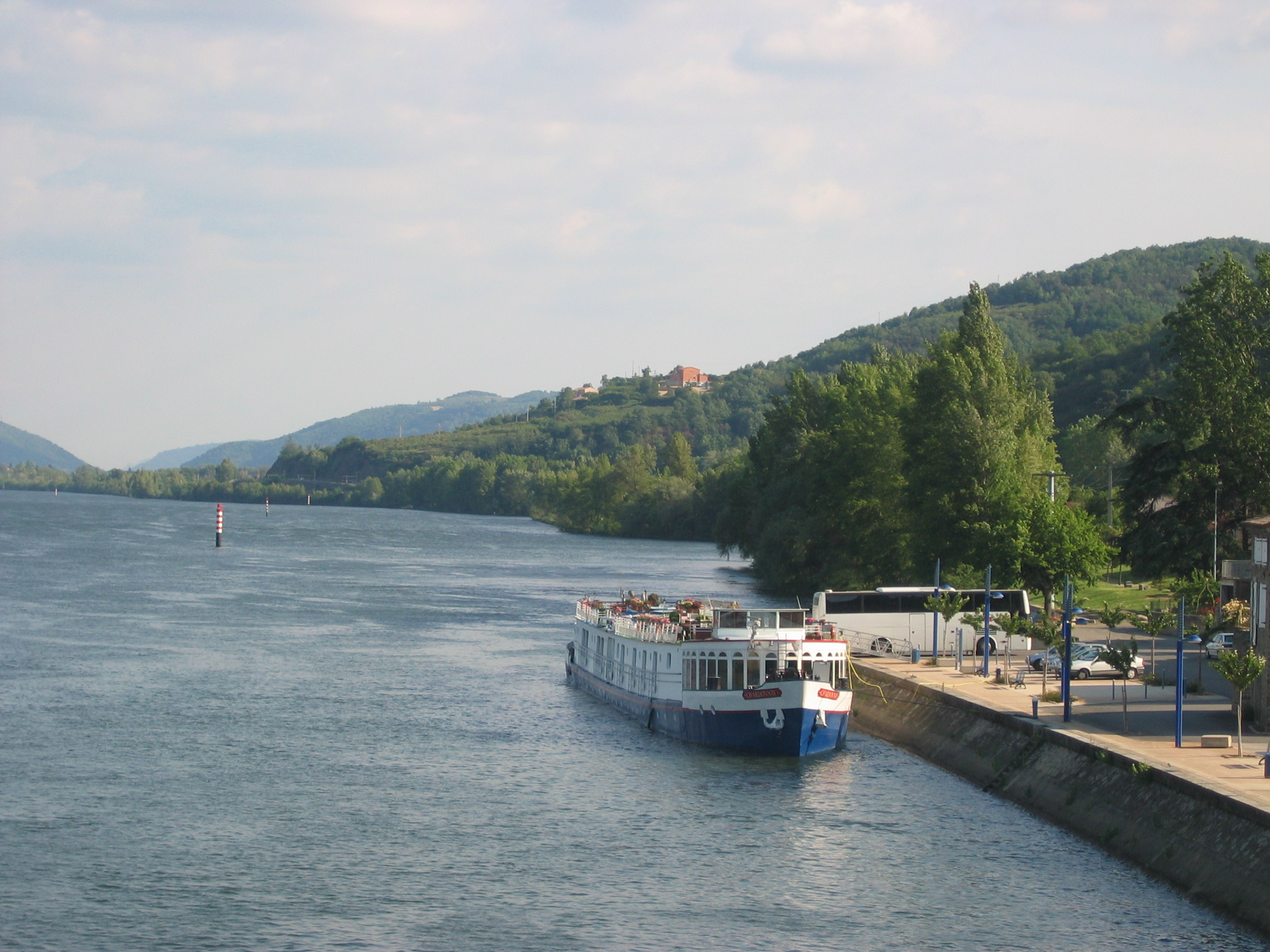
Les aménagements du quai permettent l'accostage et la mise à l'eau.

La voie ferrée de la rive droite (ligne de Givors-Canal à Grezan) y a été ouverte en 1880. À Andance, elle emprunte un tunnel de 670 mètres. Le trafic de voyageurs y a été arrêté en 1973. Le trafic de marchandises y a peu à peu baissé, mais pourrait augmenter selon des projets en cours.
Le Rhône, au niveau d'Andance, est resté navigable. Un port permet l'accostage des bateaux de croisière, un ponton celui des bateaux de plaisance, et une pente la mise à l'eau des barques et scooters des mers.

## Urbanisme

### Typologie
Au 1er janvier 2024, Andance est catégorisée bourg rural, selon la nouvelle grille communale de densité à 7 niveaux définie par l'Insee en 2022.
Elle appartient à l'unité urbaine de Saint-Vallier, une agglomération inter-départementale dont elle est une commune de la banlieue,. Par ailleurs la commune fait partie de l'aire d'attraction de Roussillon, dont elle est une commune de la couronne,. Cette aire, qui regroupe 27 communes, est catégorisée dans les aires de 50 000 à moins de 200 000 habitants,.

### Occupation des sols
L'occupation des sols de la commune, telle qu'elle ressort de la base de données européenne d’occupation biophysique des sols Corine Land Cover (CLC), est marquée par l'importance des forêts et milieux semi-naturels (41,9 % en 2018), en diminution par rapport à 1990 (49,4 %). La répartition détaillée en 2018 est la suivante : 
cultures permanentes (30,6 %), forêts (26,5 %), milieux à végétation arbustive et/ou herbacée (15,5 %), eaux continentales (12,3 %), zones urbanisées (9,4 %), zones industrielles ou commerciales et réseaux de communication (4,1 %), zones agricoles hétérogènes (1,6 %).
L'évolution de l’occupation des sols de la commune et de ses infrastructures peut être observée sur les différentes représentations cartographiques du territoire : la carte de Cassini (XVIIIe siècle), la carte d'état-major (1820-1866) et les cartes ou photos aériennes de l'IGN pour la période actuelle (1950 à aujourd'hui).

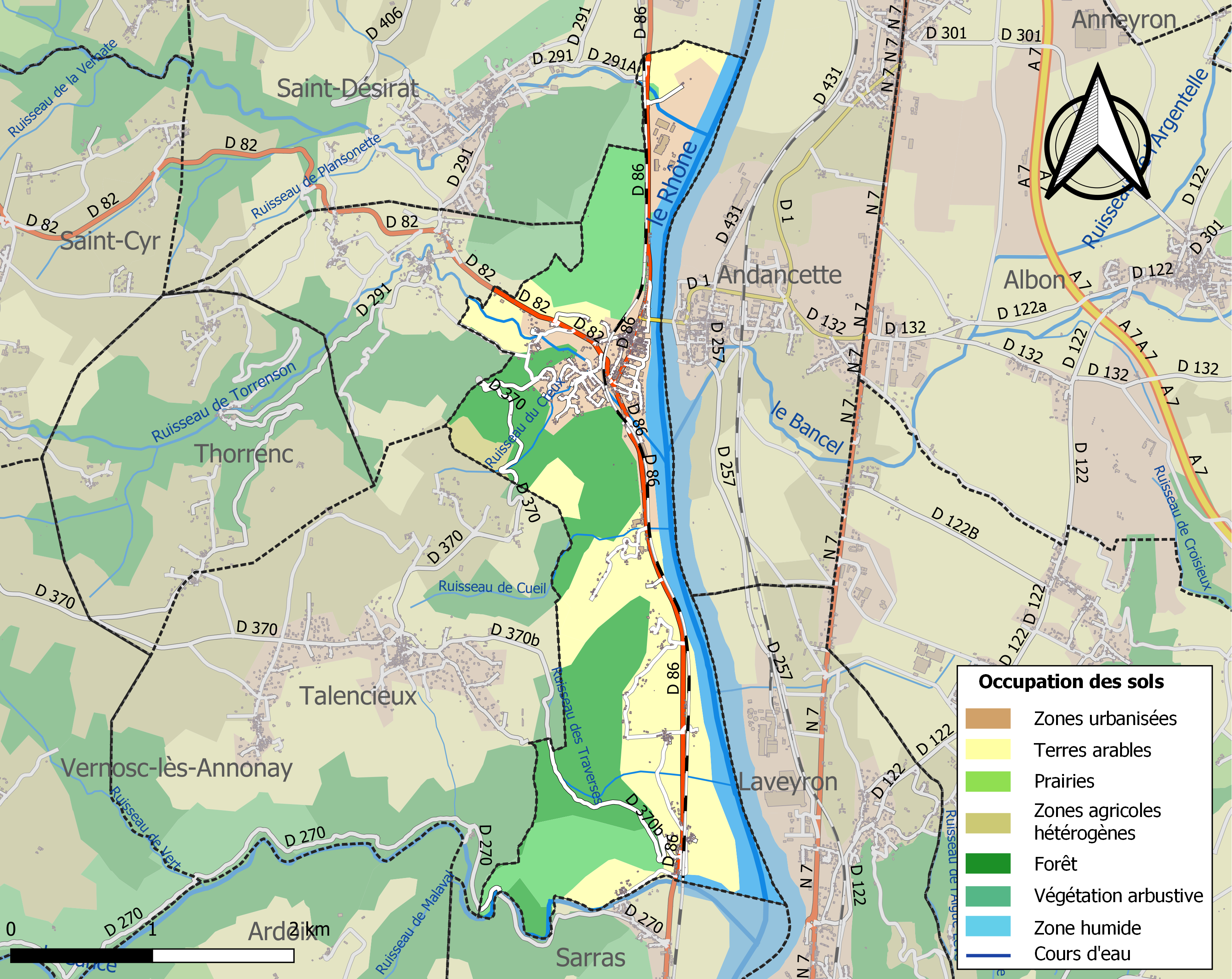
Carte des infrastructures et de l'occupation des sols de la commune en 2018 (CLC).

#### Risques sismiques
L'ensemble du territoire de la commune d'Andance est situé en zone de sismicité no 3, dite « modérée » (sur une échelle de 1 à 5), comme la plupart des communes situées dans la vallée du Rhône, mais non loin de la limite orientale de la zone no 2, dite « faible » qui correspond au plateau ardéchois.
| Type de zone | Niveau            | Définitions (bâtiment à risque normal) |
| ------------ | ----------------- | -------------------------------------- |
| Zone 3       | Sismicité modérée | accélération = 1,1 m/s2                |

#### Autres risques
Étant située sur les berges du Rhône, Andance est soumise aux risques d'inondations en cas de crue de celui-ci. Les crues sont limitées par les barrages situés en amont mais elles restent fréquentes. Il y a sous le pont d'Andance une jauge qui indique les plus importantes crues des derniers siècles.

## Toponymie
La localité est attestée sous la forme Andancia en 1275. Pour le linguiste Jacques Lacroix, il s'agit d'un type toponymique gaulois, issu d'un composé *Andantiā qui a servi à désigner un « Lieu du Bas » (du territoire). Cette commune se situait auparavant vers l'extrémité sud-ouest du territoire des Allobroges, face à l'extrémité nord-est des Vellaves (où la Canche constituait une limite frontalière).

## Histoire

### Antiquité
D'anciens habitats ont sans doute existé dans ce secteur des bords du Rhône qui a vu passer diverses peuplades : des Germains descendant vers le sud, puis des commerçants grecs et les Romains remontant vers Lyon. En 121, les légions romaines du consul Quintus Fabius Maximus remportent une victoire décisive contre une armée gauloise, à un endroit de la rive gauche opposée probablement situé entre Pont-de-l'Isère et le village de Veaunes. À partir de 145, la voie romaine dite « d'Antonin » longe le Rhône rive droite depuis Vienne jusqu'à Alba. Une autre voie partait d'Andance vers l'ouest, vers Annonay et l'Auvergne, en suivant la rive droite du Torrenson.
De multiples traces d'une occupation gallo-romaine ont été trouvées sur la commune. Notamment à l'emplacement du village, où se trouvait une agglomération entre le pont actuel et le carrefour des départementales. Sur la colline du Châtelet, où se trouvait un temple. À Cueil où était implantée une villa. Autour du hameau de Saint-Bosc. Et à la Sarrasinière se trouvent les vestiges d'un monument antique.

### Moyen Âge

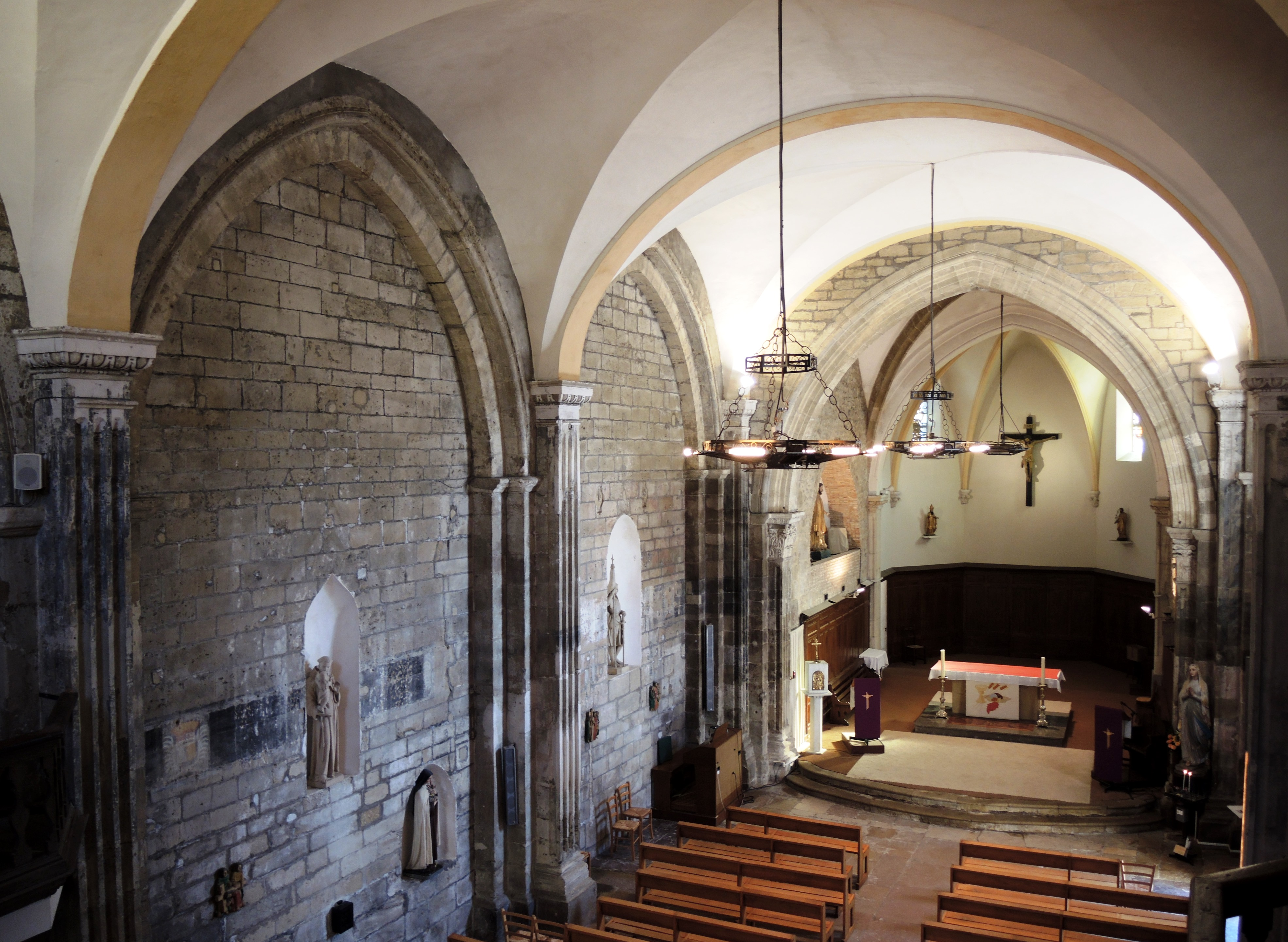
Une nef romane et un chœur gothique.

Les premières citations écrites d'Andance datent du XIIe siècle, où le « prieuré » d'Andance relevait de l'abbaye de la Chaise Dieu. Une enceinte entourait le centre du village, avec le renfort de quatre tours. Son emplacement entourerait l'église actuelle et descendrait jusqu'au Rhône, entre la rue des Tours et la rue du Ravelin. Des départs de souterrains ont été retrouvés à partir de ces tours.
L'église actuelle, de style roman tardif, a été construite au XIIe siècle. Elle en a conservé les murs de la nef, avec leurs pilastres cannelés. Son chœur a été achevé en style gothique au XIIIe siècle. Les voûtes de la nef ont été refaites au XVIIe siècle. L'abside polygonale qui termine le chœur à l'est date du XIXe siècle, de même que le clocher,.
En 1561, le prieuré a été détaché de l'abbaye de la Chaise-Dieu pour être rattaché au nouveau collège de Tournon.

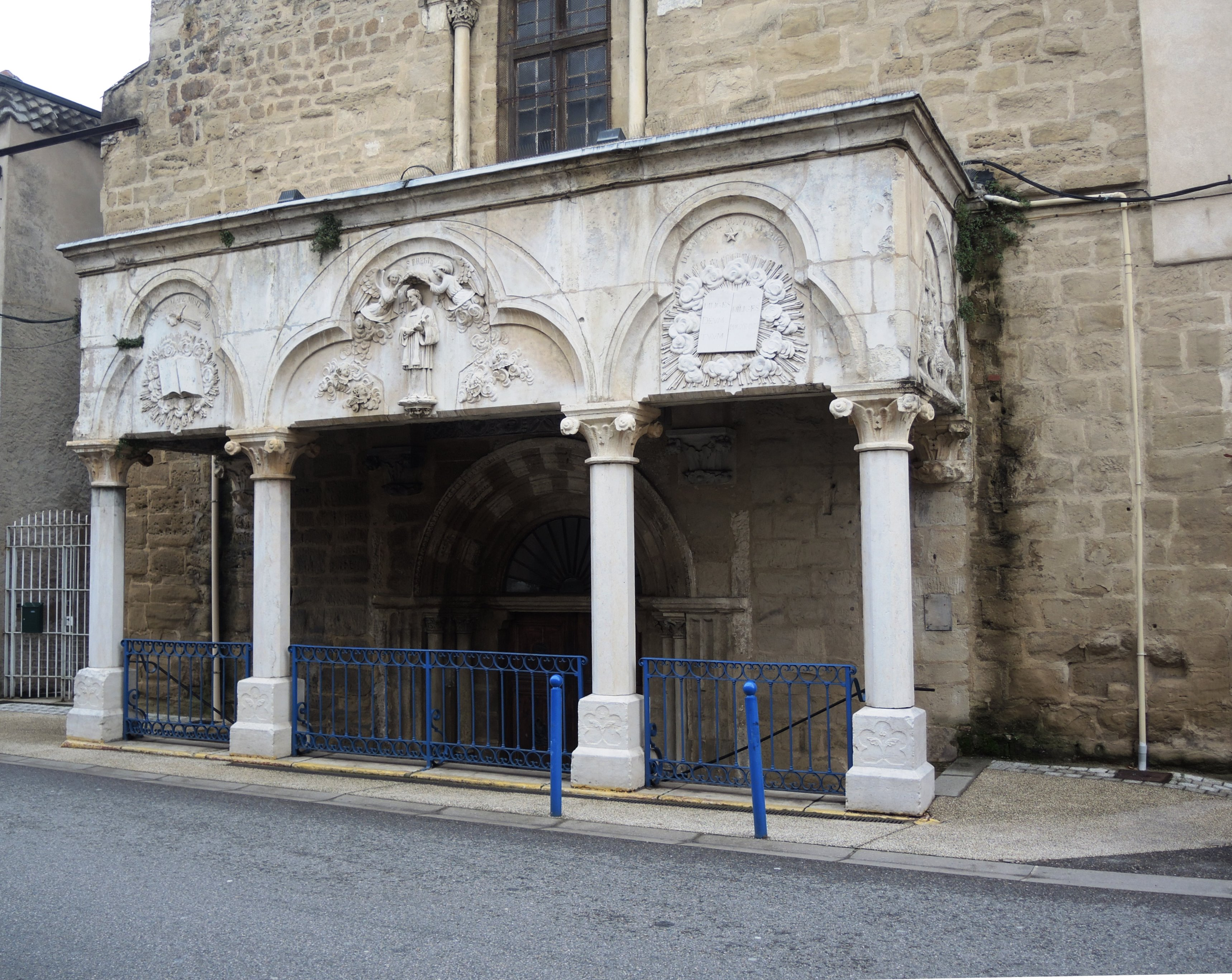
Un porche réalisé en 1859, en souvenir du séjour de Jean-François Régis en 1624.

À travers les siècles, l'histoire féodale d'Andance associe cette dernière à Thorrenc, dans le cadre de la baronnie d'Andance et Thorrenc.
Pendant les guerres de Religion, Andance a été par deux fois prise et occupée par les protestants, en 1568 et en 1575. Le prieuré et l'église sont alors plus ou moins détruits, et notamment la voûte romane de la nef qui était en berceau brisé.
En 1624, les jésuites du collège de Tournon ont envoyé deux religieux pour aider le curé de la paroisse. Le plus jeune, encore élève de philosophie, est Jean-François Régis et Andance est donc sa première mission, à 27 ans. C'est pour s'en souvenir que, en 1859, la confrérie locale du Saint Sacrement, créée par Jean-François Régis, a fait édifier le porche à quatre colonnes devant l'entrée, où figure la statue du saint.
L'église a été inscrite comme monument historique en 1927. Elle abrite dans une vitrine une croix des équipages classée également monument historique et une vierge noire,.

### Chronologie

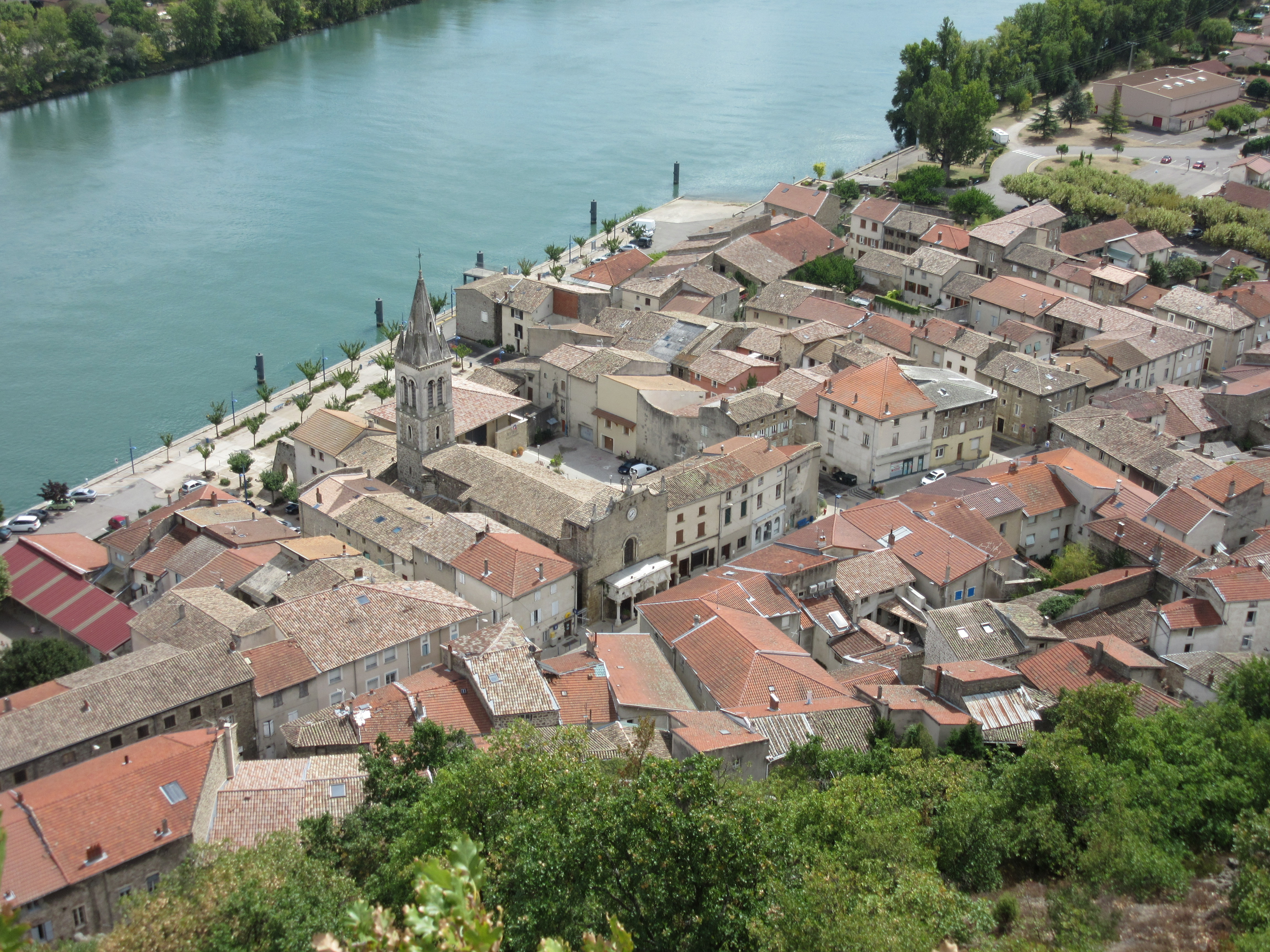
Une agglomération était déjà présente à l'époque gallo-romaine.

- Ier siècle : présence d'une agglomération et de villas gallo-romaines.
- Ier siècle : construction du temple du Châtelet.
- 145 : achèvement de la voie romaine rive droite.
- IIe siècle : construction du mausolée « la Sarrasinière ».
- VIIIe siècle : passage des Sarrasins.
- XIIe siècle : prieuré dépendant de la Chaise-Dieu.
- XIIe siècle : construction de l'église actuelle.
- 1561 : le prieuré est rattaché au Collège de Tournon.
- 1568 : occupation d'Andance par les protestants.
- 1575 : deuxième occupation par les protestants.
- XVIIe siècle : reconstruction de la voûte de l'église.
- 1624 : séjour du jeune Jean-François Régis.
- 1827 : construction du pont suspendu Seguin.

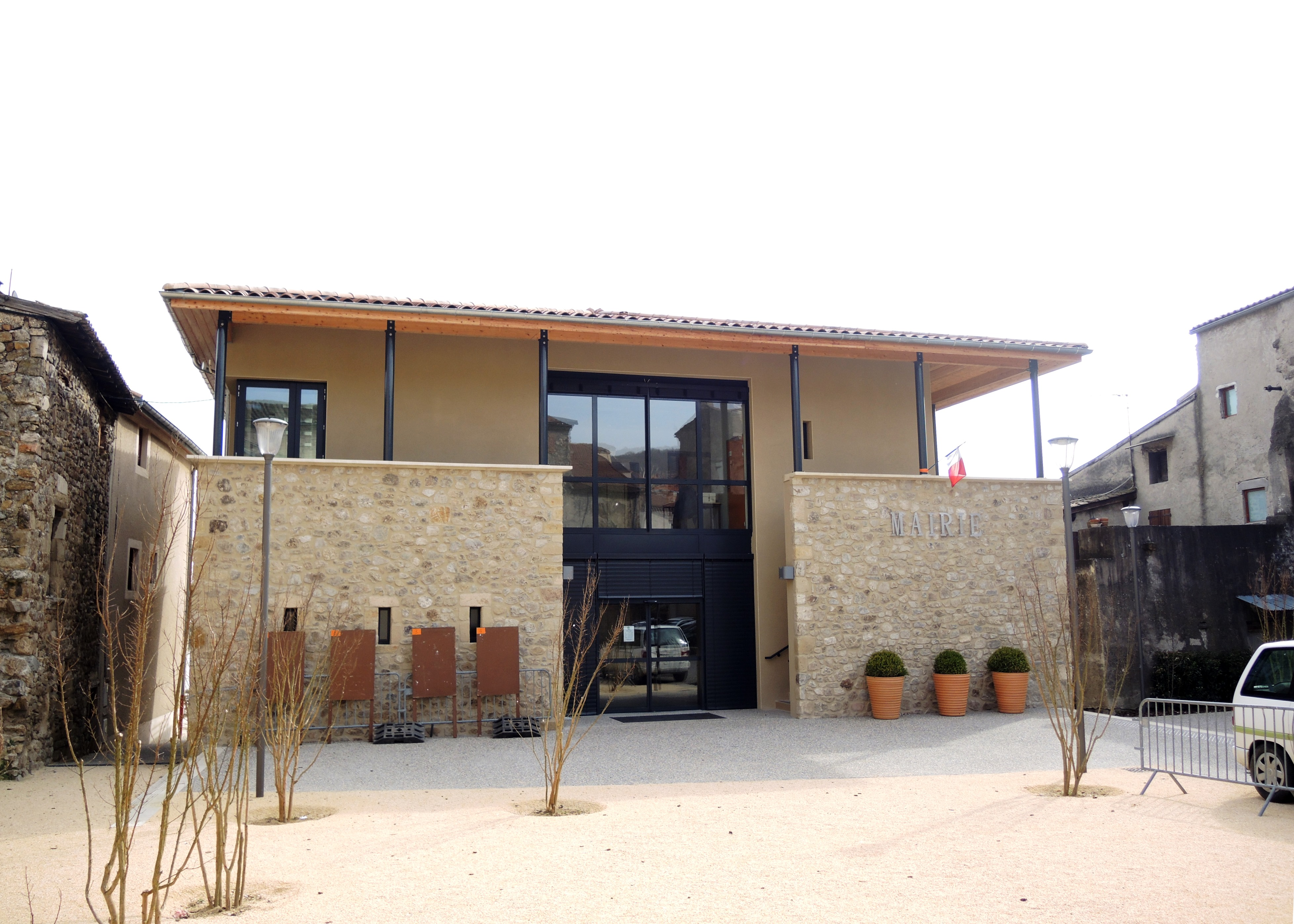
La nouvelle mairie, côté place.

- 1840 : fin de la batellerie à traction animale.
- 1853 : naufrage du vapeur Le Parisien (18 morts).
- 1859 : construction du porche d'entrée de l'église.
- 1880 : ouverture de la voie ferrée.
- 1893 : achèvement du quai du Rhône.

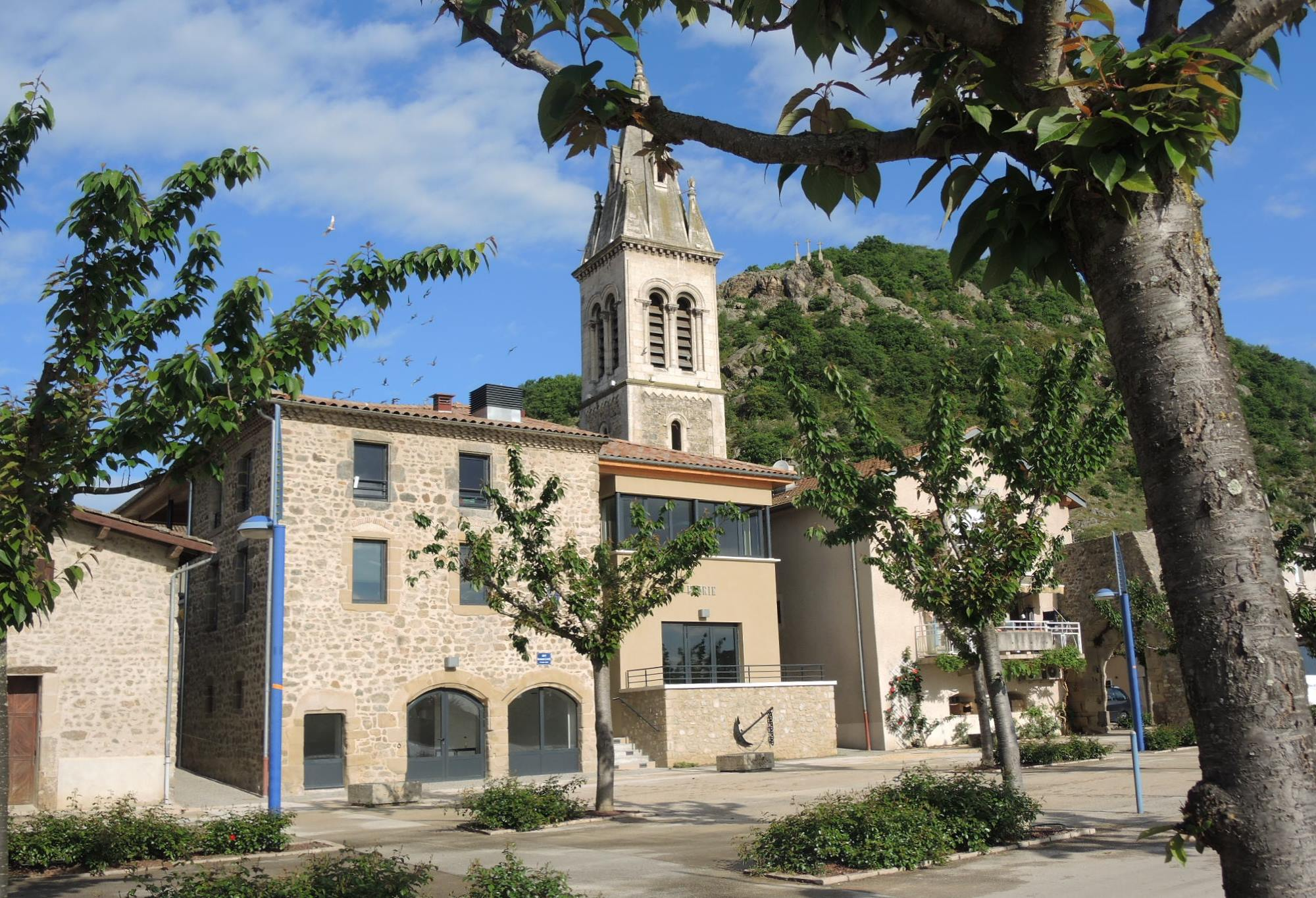
La nouvelle mairie, avec sa façade restaurée côté quai.

- 1914-1918 : décès de 40 Andançois à la guerre.
- 1940 : invasion des Allemands.
- 13 juin 1944 : exécution de cinq civils en représailles.
- 1973 : fermeture du trafic voyageurs.
- 1992 : entrée dans la communauté Rhône Valloire.
- 1998 : immeuble du Châtelet (15 logements).
- 2005 : résidence les Capucines (11 logements).
- 2011 : nouvelle gendarmerie.
- 2011 : restaurant scolaire.
- 2012 : aménagement de la salle communale quartier Grasset.
- 2014 : nouvelle communauté Porte de DrômArdèche.
- 2014 : Maison de santé intercommunale (10 professions et 11 logements).
- 2015 : nouvelle mairie et bibliothèque.

## Politique et administration

### Administration municipale
Le conseil municipal, élu à la suite des élections municipales de 2020, est composé de quinze membres, dont quatre adjoints.

### Liste des maires
| Période                                  | Période                       | Identité                | Étiquette | Qualité                                                                       |
| ---------------------------------------- | ----------------------------- | ----------------------- | --------- | ----------------------------------------------------------------------------- |
| Les données manquantes sont à compléter. |                               |                         |           |                                                                               |
| 1792                                     | 1799                          | François Souliard       |           |                                                                               |
| 1800                                     | 1802                          | François Servonet       |           |                                                                               |
| 1802                                     | 1812                          | Claude Bruyère          |           |                                                                               |
| 1812                                     | 1815                          | Noël Bruyère            |           |                                                                               |
| 1815                                     | 1815                          | Charles Sonier          |           |                                                                               |
| 1816                                     | 1816                          | Pierre Dumalle          |           |                                                                               |
| 1816                                     | 1818                          | Jean Jobert             |           |                                                                               |
| 1819                                     | 1830                          | Pierre Dumalle          |           |                                                                               |
| 1830                                     | 1832                          | Jean-Louis Lajard       |           |                                                                               |
| 1837                                     | 1846                          | Louis Jobert            |           |                                                                               |
| 1846                                     | 1848                          | Jean-François Servonnet |           |                                                                               |
| 1865                                     | 1876                          | Pierre Biennier         |           |                                                                               |
| 1876                                     | 1881                          | Jean Cessieux           |           |                                                                               |
| 1881                                     | 1883                          | Gustave Boudin          |           |                                                                               |
| 1883                                     | 1888                          | Paul-Mathieu Cessieux   |           |                                                                               |
| 1888                                     | 1896                          | Auguste Filhol          |           |                                                                               |
| 1896                                     | 1902                          | Charles Laurent         |           |                                                                               |
| 1902                                     | 1912                          | Paul Buisson            |           |                                                                               |
| 1912                                     | 1919                          | Gaëtan Brun             |           |                                                                               |
| 1919                                     | 1929                          | François Rodillon       |           |                                                                               |
| 1929                                     | 1939                          | Maxime Chantier         |           |                                                                               |
|                                          | 1945                          | Joseph Mazard           |           |                                                                               |
| 1945                                     | 1947                          | Louis Filhol            |           |                                                                               |
| 1947                                     | 1959                          | Paul Souillard          |           |                                                                               |
| 1959                                     | 1961                          | Auguste Prablanc        |           |                                                                               |
| 1961                                     | 1977                          | Henri Binet             |           |                                                                               |
| 1977                                     | 1983                          | Max Quinkal             |           |                                                                               |
| 1983                                     | 1995                          | Martial Soulhiard       |           |                                                                               |
| 1995                                     | 2001                          | Jean Marcoux            |           |                                                                               |
| mars 2001                                | mars 2008                     | Pierre Biennier         |           |                                                                               |
| mars 2008                                | 2014                          | Irène Fourel            |           |                                                                               |
| 2014                                     | juillet 2020                  | Alain Delaleuf          | DVG       | Retraité                                                                      |
| juillet 2020                             | En cours (au 22 janvier 2021) | Christelle Reynaud,     | DVG       | Agente de la collectivité territoriale Conseillère départementale depuis 2021 |

### Équipements et services publics

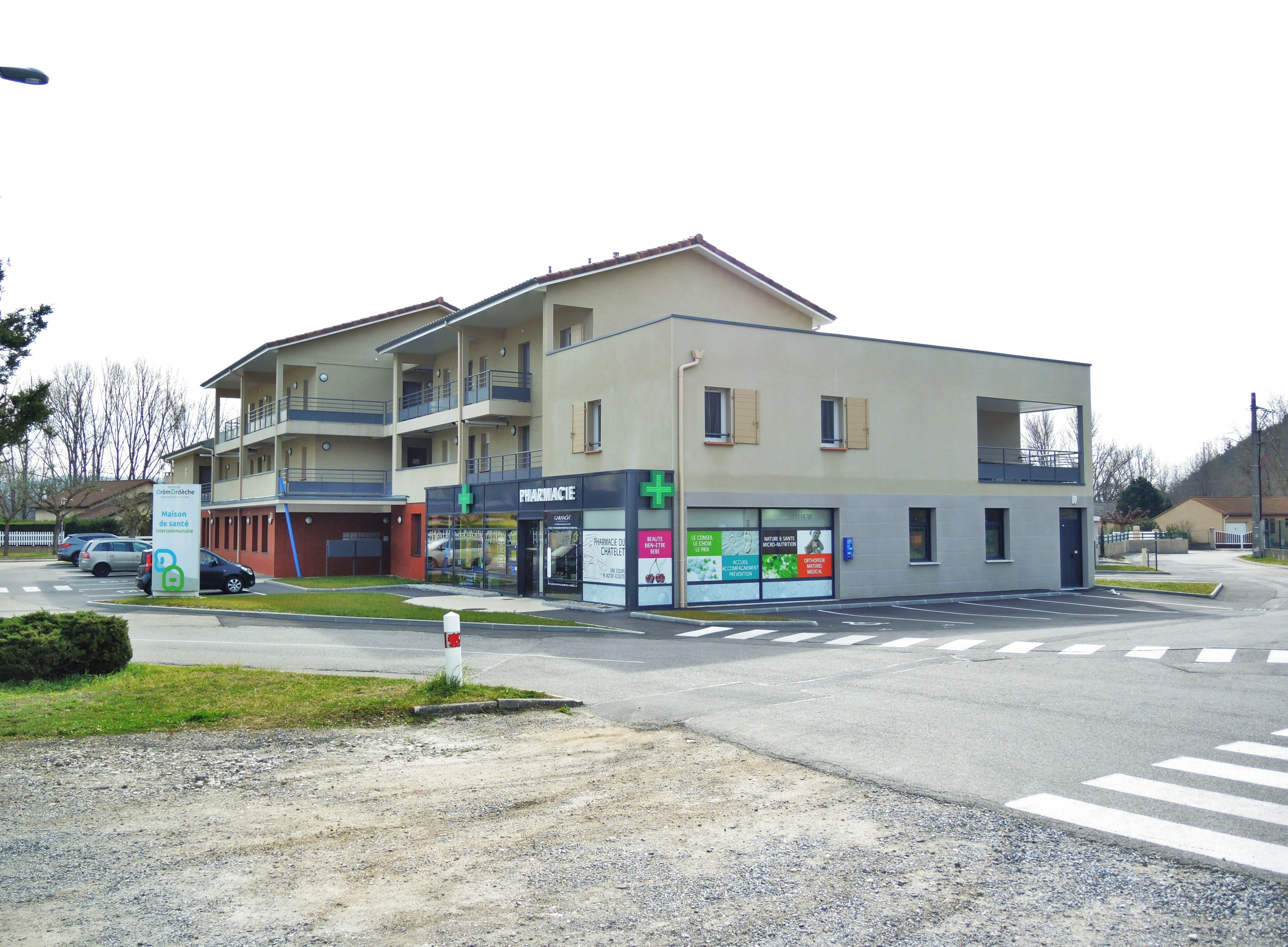
La maison de santé intercommunale.

Depuis 1998, de nombreux aménagements ont amélioré les capacités d'accueil de nouveaux arrivants et les équipements publics.
Créations de logements locatifs en 1998 à l'immeuble du Châtelet, avec une salle d'animation ; résidence les Capucines en 2005, logements au-dessus de la Maison de santé intercommunale en 2014…
Pour les équipements publics, construction d'une nouvelle gendarmerie en 2011, création du restaurant scolaire en 2011, aménagement de la salle communale du quartier Grasset en 2012, maison de santé intercommunale avec 10 professions en 2014, nouvelle mairie et bibliothèque en 2015.
Au niveau des voiries, aménagement du quai Bernard-Clavel en 2002, aménagements de la traversée sud du village en 2006, passerelle sur le Torrenson en 2013.

## Population et société

### Démographie
Les habitants sont appelés les Andançois.

#### Évolution démographique
L'évolution du nombre d'habitants est connue à travers les recensements de la population effectués dans la commune depuis 1793. Pour les communes de moins de 10 000 habitants, une enquête de recensement portant sur toute la population est réalisée tous les cinq ans, les populations de référence des années intermédiaires étant quant à elles estimées par interpolation ou extrapolation. Pour la commune, le premier recensement exhaustif entrant dans le cadre du nouveau dispositif a été réalisé en 2006.

En 2022, la commune comptait 1 193 habitants, en évolution de +1,36 % par rapport à 2016 (Ardèche : +2,48 %, France hors Mayotte : +2,11 %).
| 1793 | 1800  | 1806 | 1821  | 1831  | 1836  | 1841  | 1846  | 1851  |
| ---- | ----- | ---- | ----- | ----- | ----- | ----- | ----- | ----- |
| 860  | 1 016 | 941  | 1 194 | 1 381 | 1 303 | 1 355 | 1 352 | 1 395 |

| 1856  | 1861  | 1866  | 1872  | 1876  | 1881  | 1886  | 1891  | 1896  |
| ----- | ----- | ----- | ----- | ----- | ----- | ----- | ----- | ----- |
| 1 353 | 1 310 | 1 396 | 1 200 | 1 553 | 1 212 | 1 175 | 1 105 | 1 079 |

| 1901  | 1906 | 1911 | 1921 | 1926 | 1931  | 1936 | 1946 | 1954 |
| ----- | ---- | ---- | ---- | ---- | ----- | ---- | ---- | ---- |
| 1 007 | 977  | 949  | 897  | 975  | 1 074 | 910  | 929  | 965  |

| 1962 | 1968 | 1975  | 1982 | 1990  | 1999 | 2006  | 2011  | 2016  |
| ---- | ---- | ----- | ---- | ----- | ---- | ----- | ----- | ----- |
| 896  | 926  | 1 030 | 920  | 1 009 | 984  | 1 116 | 1 132 | 1 177 |

| 2021  | 2022  | - | - | - | - | - | - | - |
| ----- | ----- | - | - | - | - | - | - | - |
| 1 197 | 1 193 | - | - | - | - | - | - | - |

#### Pyramide des âges
En 2021, le taux de personnes d'un âge inférieur à 30 ans s'élève à 35,5 %, soit au-dessus de la moyenne départementale (29,7 %). À l'inverse, le taux de personnes d'âge supérieur à 60 ans est de 23,8 % la même année, alors qu'il est de 32,8 % au niveau départemental.
En 2021, la commune comptait 627 hommes pour 570 femmes, soit un taux de 52,38 % d'hommes, légèrement supérieur au taux départemental (48,78 %).
Les pyramides des âges de la commune et du département s'établissent comme suit :
| Hommes | Classe d’âge | Femmes |
| ------ | ------------ | ------ |
| 0,5    | 90 ou +      | 2,5    |
| 5,5    | 75-89 ans    | 7,9    |
| 15,2   | 60-74 ans    | 16,3   |
| 21,7   | 45-59 ans    | 20,0   |
| 19,1   | 30-44 ans    | 20,4   |
| 17,3   | 15-29 ans    | 18,1   |
| 20,6   | 0-14 ans     | 14,7   |

| Hommes | Classe d’âge | Femmes |
| ------ | ------------ | ------ |
| 1      | 90 ou +      | 2,5    |
| 9      | 75-89 ans    | 11,4   |
| 20,8   | 60-74 ans    | 21,1   |
| 21,2   | 45-59 ans    | 20,3   |
| 16,9   | 30-44 ans    | 16,5   |
| 14,2   | 15-29 ans    | 12,6   |
| 17     | 0-14 ans     | 15,6   |

### Enseignement
La commune est rattachée à l'académie de Grenoble.

### Médias
Deux journaux sont distribués dans les réseaux de presse desservant la commune :
- L'Hebdo de l'Ardèche est un journal hebdomadaire français basé à Valence. Il couvre l'actualité de tout le département de l'Ardèche ;
- Le Dauphiné libéré est un journal quotidien de la presse écrite française régionale distribué dans la plupart des départements de l'ancienne région Rhône-Alpes, notamment l'Ardèche. La commune est située dans la zone d'édition d'Annonay.

### Cultes
L'église (propriété de la commune) et la communauté catholique d'Andance dépendent de la paroisse Sainte Croix du Rhône, elle-même rattachée au diocèse de Viviers.

## Culture locale et patrimoine

### Lieux et monuments

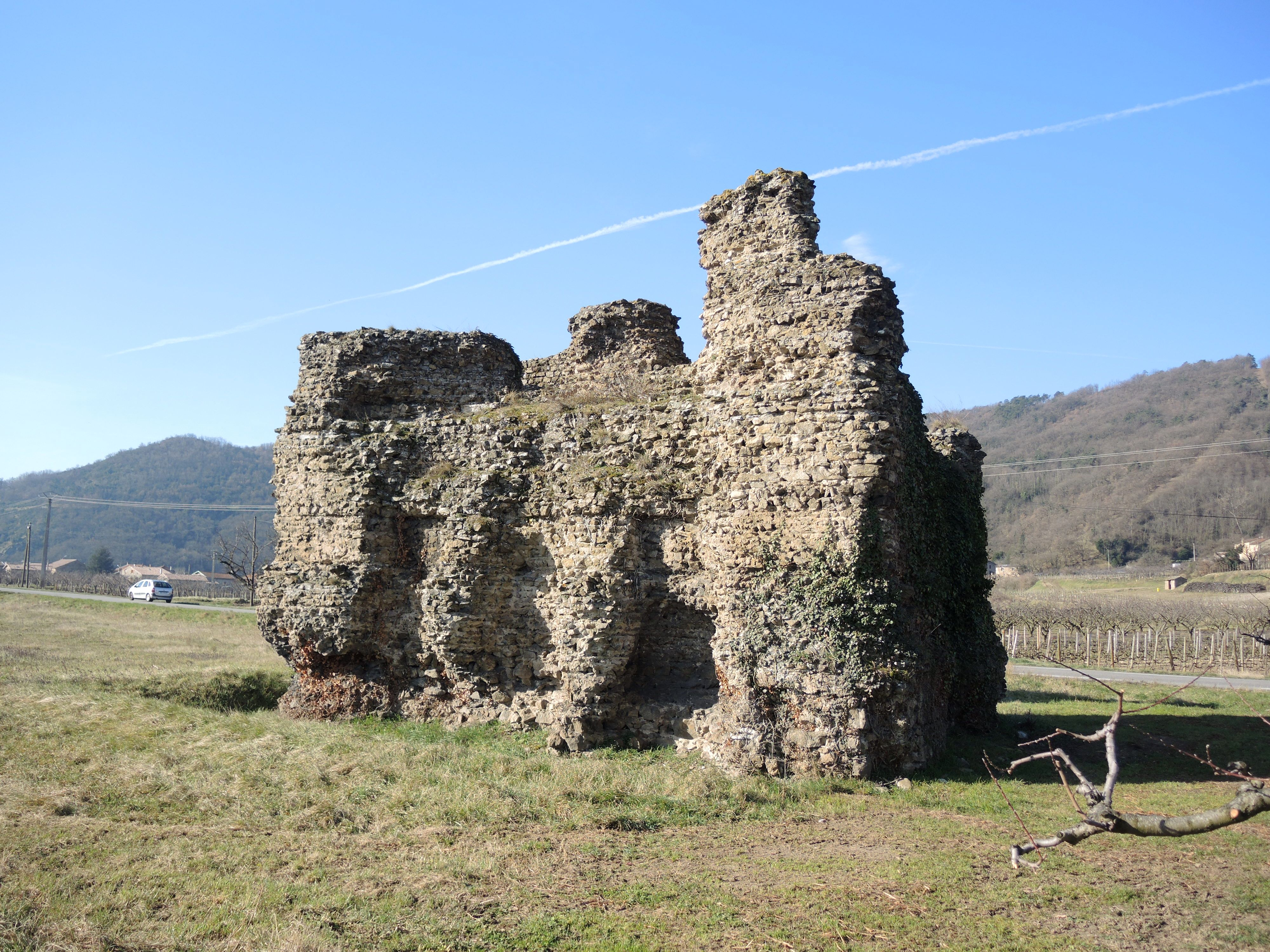
La face exposée à l'est, côté voie romaine, exposait les statues des défunts dont les cendres reposaient dans ce mausolée.

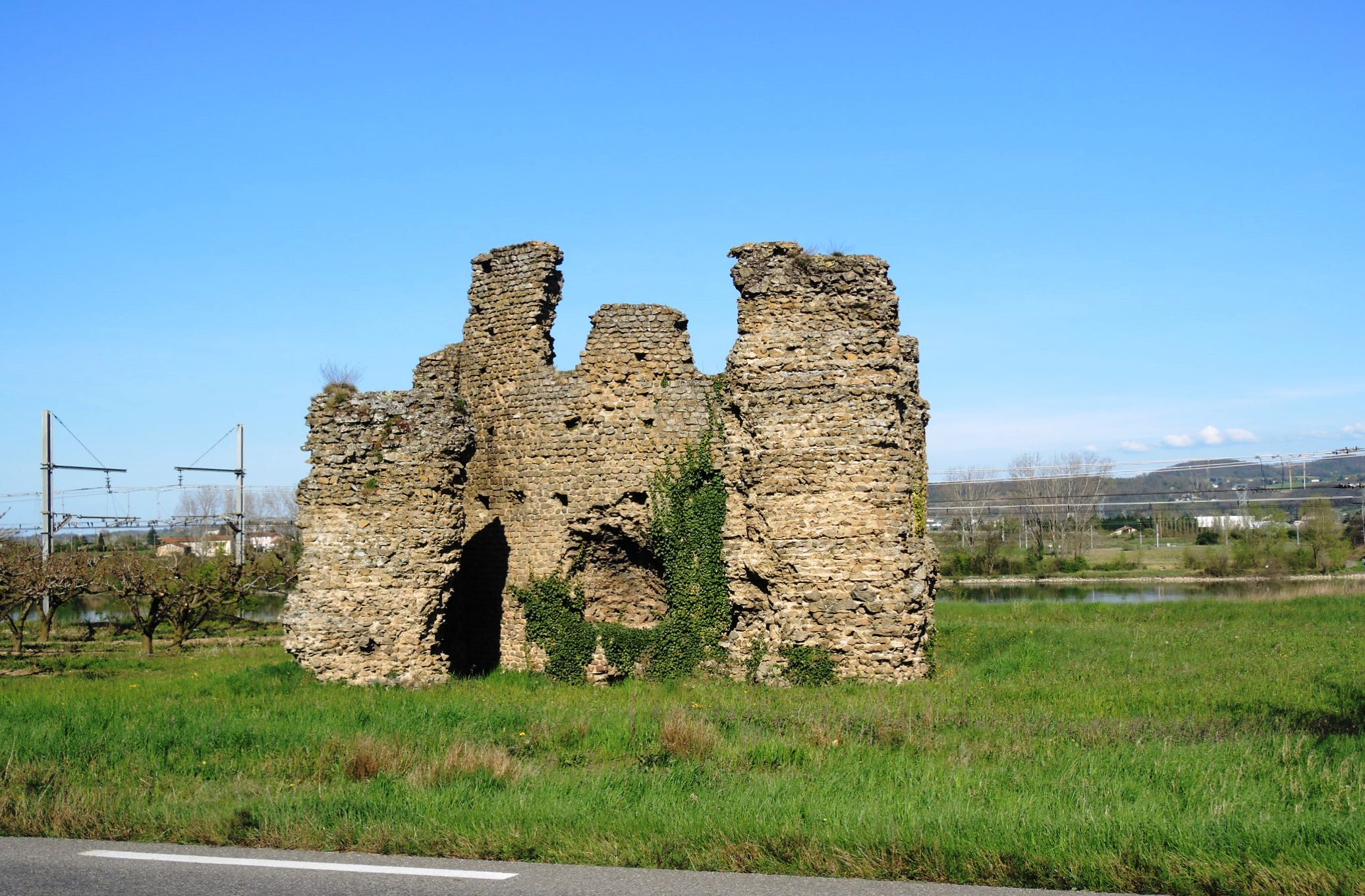
Les restes et l'intérieur du mausolée, vu de la route départementale.

#### Le mausolée de la Sarrasinière
La Sarrasinière se présente comme un bâtiment atypique aux murs épais. Son nom veut rappeler le passage des Sarrasins dans la région au VIIIe siècle, mais il date du IIe siècle. Il a d'abord été considéré comme un trophée élevé pour célébrer la victoire du consul Quintus Fabius Maximus sur les Gaulois en 121. Mais les dernières recherches l'ont interprété comme le mausolée d'une famille locale, propriétaire sans doute du domaine installé dans la plaine de Saint-Bosc. Le bâtiment était destiné à contenir à l'intérieur des urnes funéraires et à présenter vers l'est et le Rhône, face à la voie romaine, les statues des défunts.

#### L'ancien temple du Châtelet

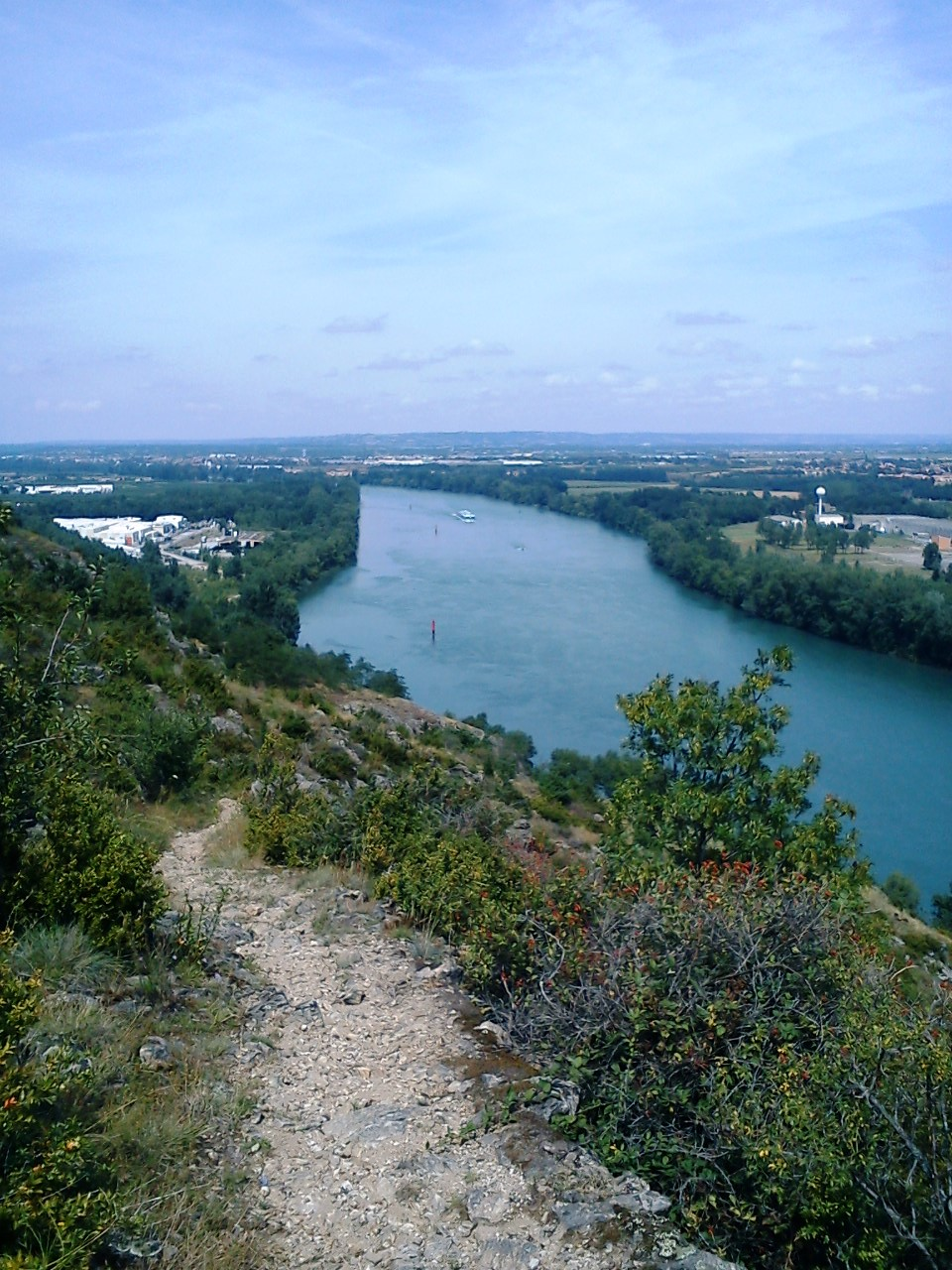
Le panorama côté nord, depuis la colline du Châtelet.

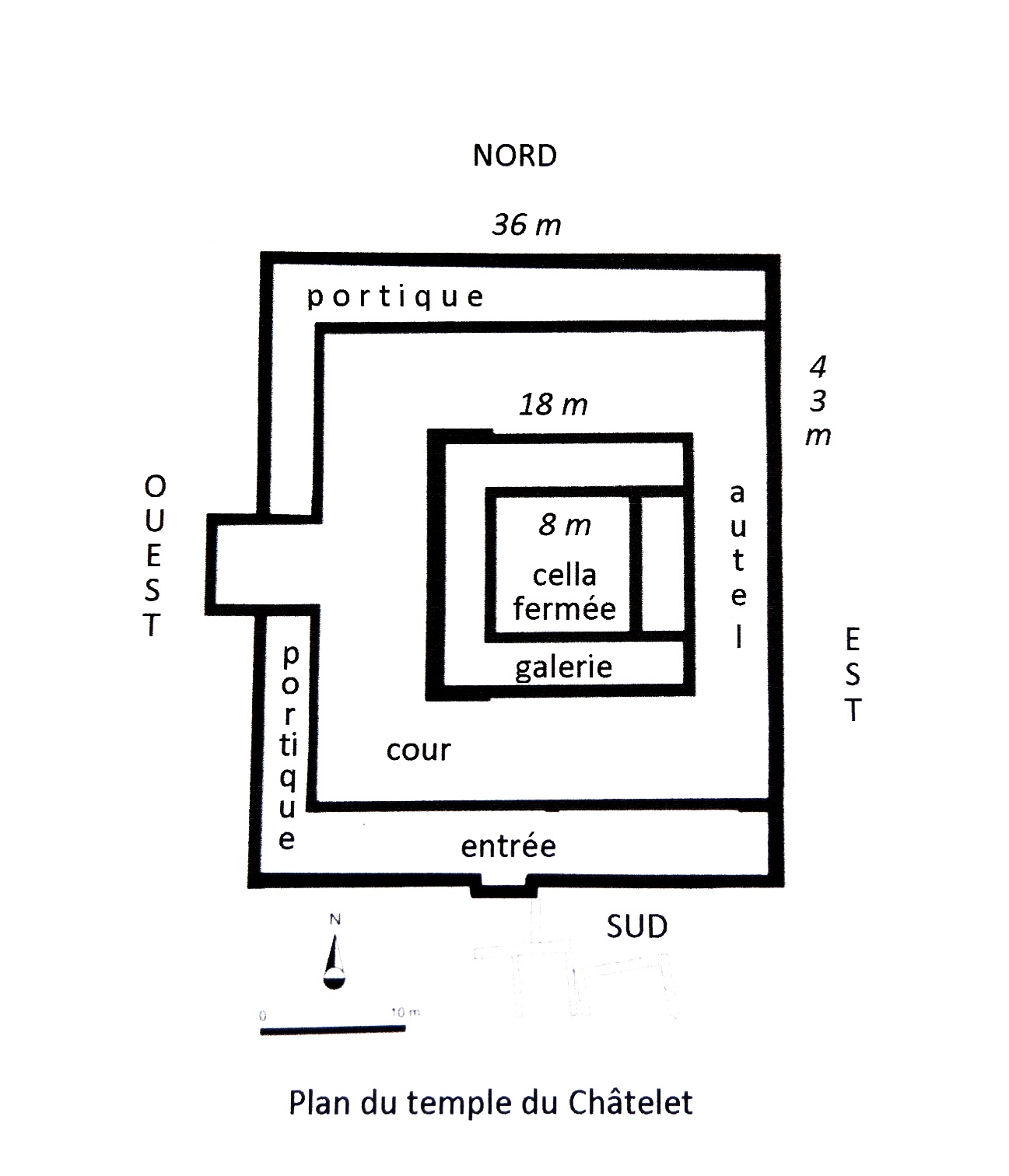
Le plan du temple du Chatelet, d'après les études de Jean-Claude Béal.

Sur le sommet nord de la colline du Chatelet, plusieurs campagnes de fouilles ont révélé l'existence d'un ancien temple romain, dont les restes ont été malheureusement très dispersés au cours des siècles : plaques de marbre, fragments de colonnes, de chapiteaux et de corniches, pierres gravées, fragments de statues, bijoux, monnaies, objets divers… Les dernières campagnes de fouilles, en 1994, ont conclu à l'aménagement d'un temple à la fin du Ier siècle.
Ce temple avait des ressemblances avec la Maison Carrée de Nîmes et le temple d'Auguste et de Livie de Vienne. Il comportait une partie fermée de forme carrée et d'environ 8 mètres de côté, avec en plus un vestibule du côté est. Cette « cella » fermée était entourée d'une galerie qui en faisait un bâtiment carré d'environ 18 mètres de côté. À l'est, le temple ouvrait sur un autel extérieur. Sur les trois autres côtés, il était entouré par une cour qui se terminait par un portique en U de 4 mètres de large et d'une quarantaine de mètres de long de chaque côté. L'accès se faisait par le côté sud.
L'intérêt de ce bâtiment semble avoir été un repère religieux qui devait être visible de loin pour affirmer l'autorité des empereurs romains et de ses délégations installées à Vienne. Il semble avoir été dédié à Apollon Auguste. On y apportait des offrandes et y sacrifiait de jeunes taureaux. À partir du VIe siècle, le site a été transformé en oratoire chrétien puis en nécropole.

#### L'église romane
L'église actuelle, de style roman tardif, a été construite au XIIe siècle. Elle en a conservé les murs de la nef, avec leurs pilastres cannelés. Son chœur a été achevé en style gothique au XIIIe siècle grâce à Bertrand de Colombier, abbé de Cluny de 1295 à 1308 et natif d'Andance : ses armoiries figurent sur la clef de voûte et son blason sur la porte de la sacristie. L'abside polygonale qui termine le chœur à l'est date du XIXe siècle,.
Pendant les guerres de Religion, en 1568 et en 1575. le prieuré et l'église ont été plus ou moins détruits par les protestants, en 1568 et en 1575, et notamment la voûte romane de la nef qui était en berceau brisé. Au XVIIe siècle, une nouvelle voûte a été construite, mais sur de nouveaux supports, au-dessous des chapiteaux de l'ancienne. On peut retrouver dans les combles ces anciens chapiteaux, qui étaient accompagnés d'une frise de carrés, dont un morceau a été réinstallé au-dessus de l'entrée ouest. Sur les murs, mais plus bas, une autre frise, peinte et aujourd'hui défraîchie, reste plus ou moins visible.
Le fronton de la façade est, au-dessus de l'entrée principale, est surmonté par des statues : au centre, Dieu le père qui tient un globe dans ses mains ; sur sa droite, un aigle et la statue de saint Luc portant son évangile fermé ; à sa gauche une chouette et saint Pierre qui porte des clés.
Le porche à quatre colonnes qui domine l'entrée, avec la statue de saint Jean-François Régis, a été construit en 1859 par la confrérie locale du Saint Sacrement, en souvenir de la mission du saint en 1624.
Le clocher porche à flèche qui domine l'église à l'est date du XIXe siècle,.
L'église a été inscrite comme monument historique en 1927. Elle abrite une croix des équipages classée également monument historique.

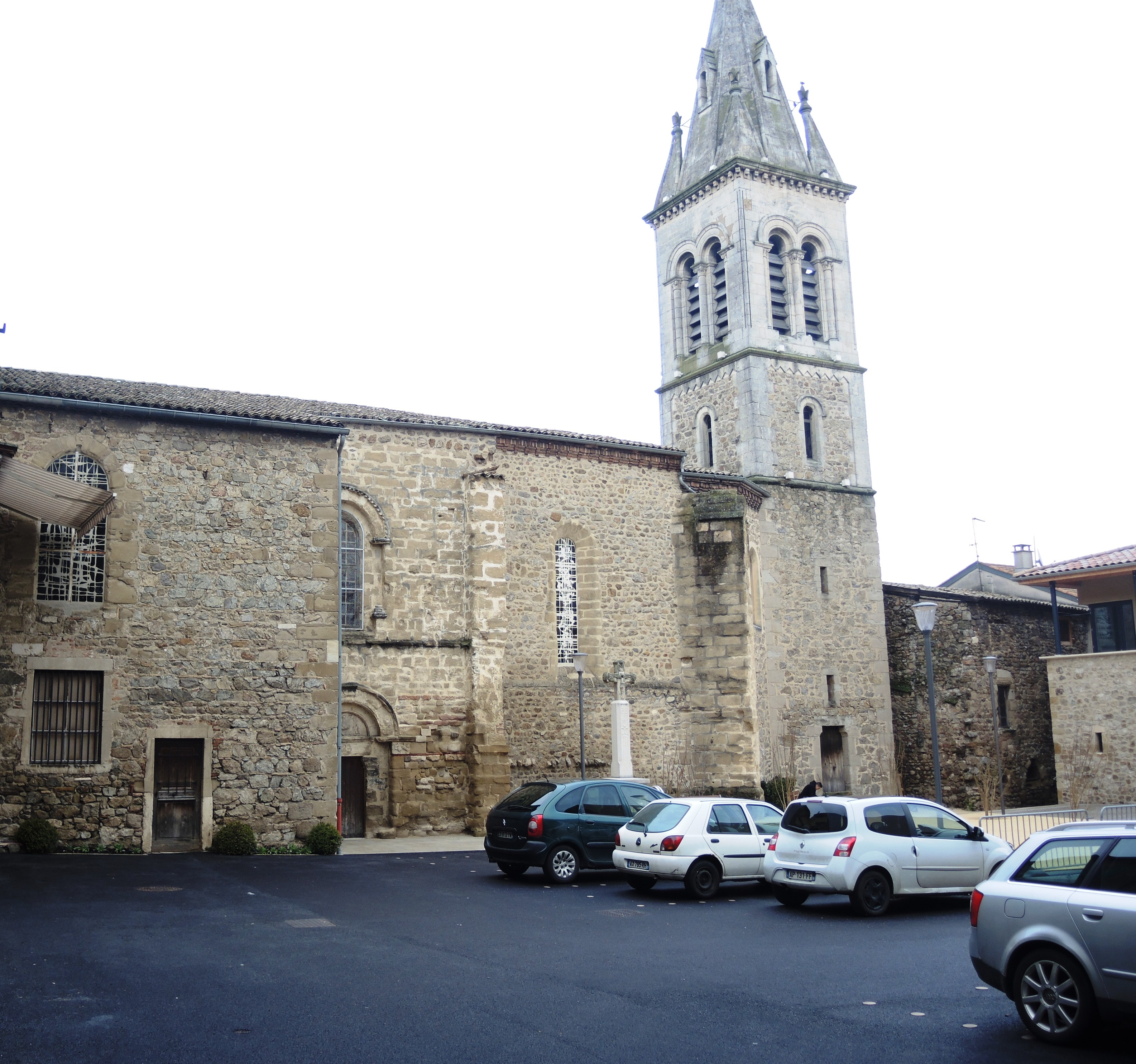
L'église vue de la place intérieure du village.
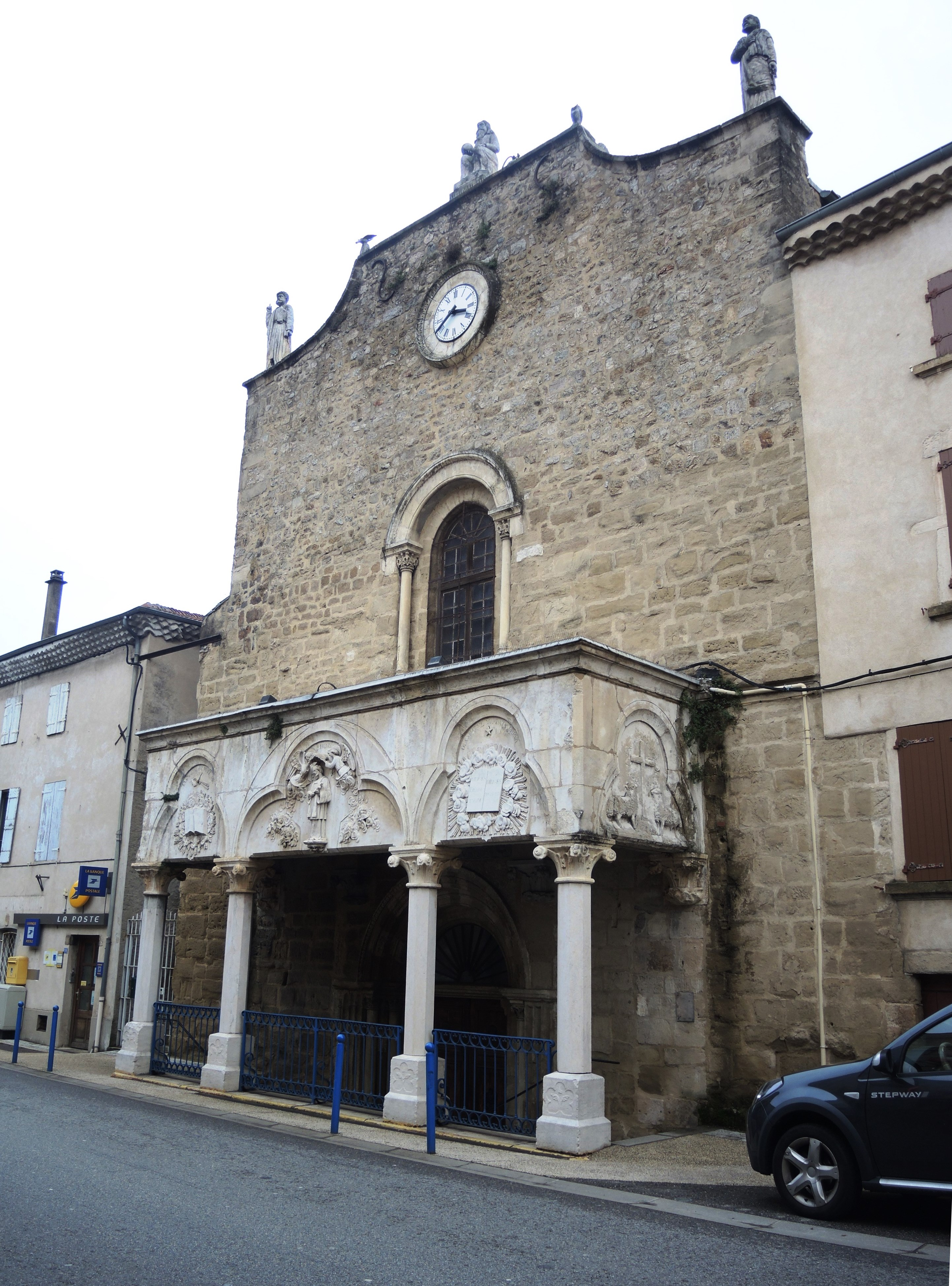
Une façade surmontée de trois statues.
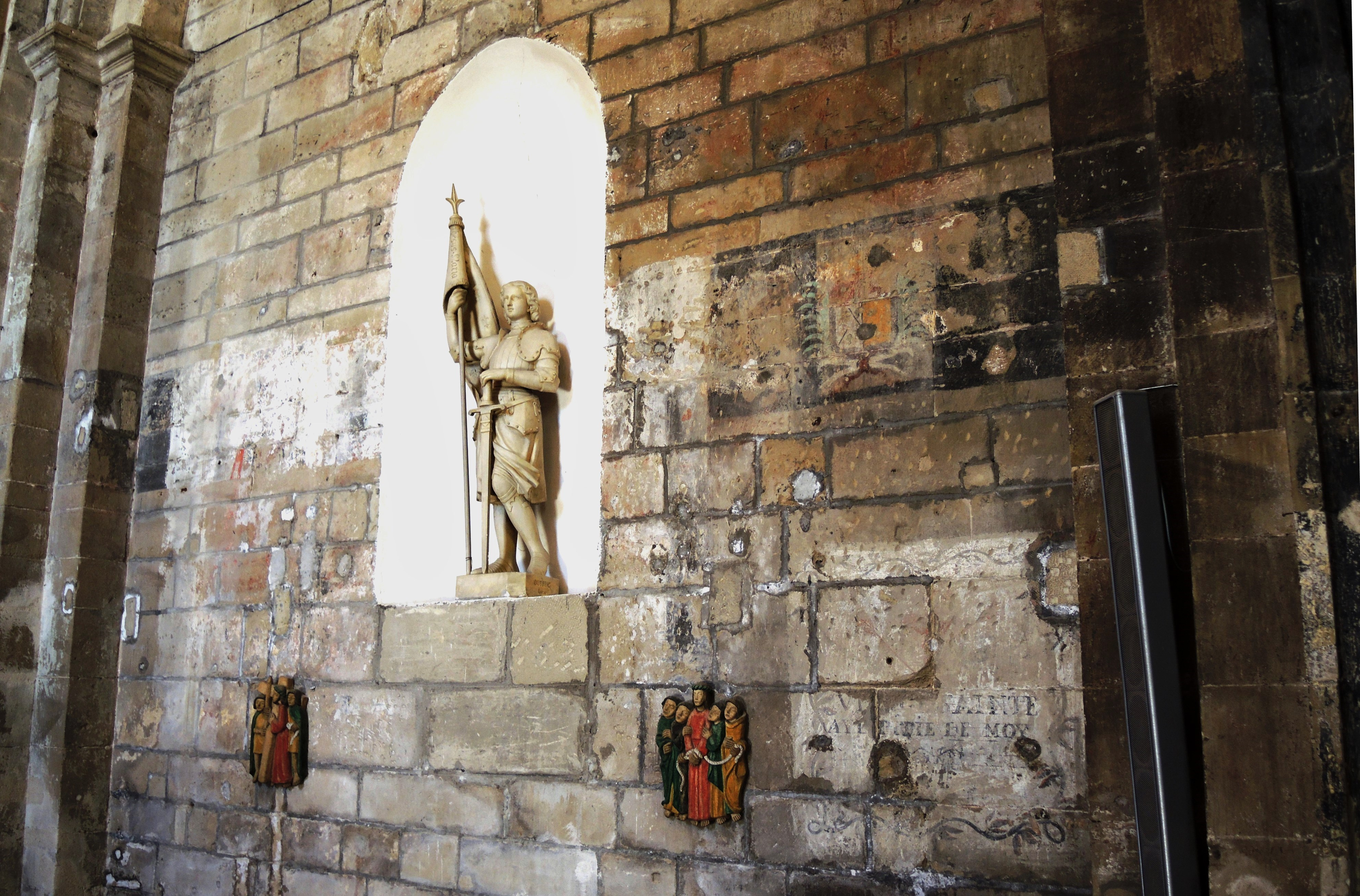
Une vue rapprochée de la frise romane.
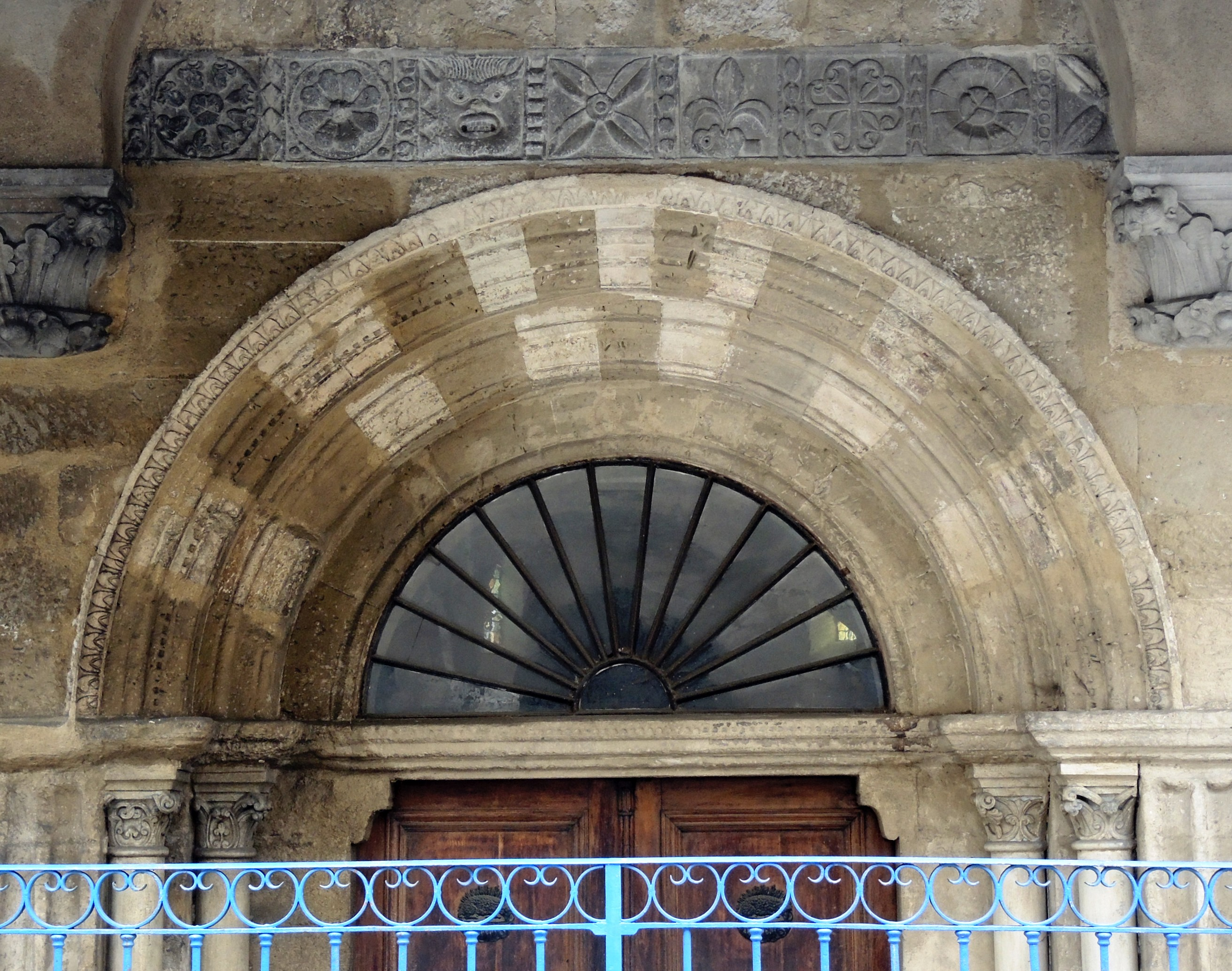
Le porche d'entrée abrite un aperçu de l'ancienne frise sculptée.
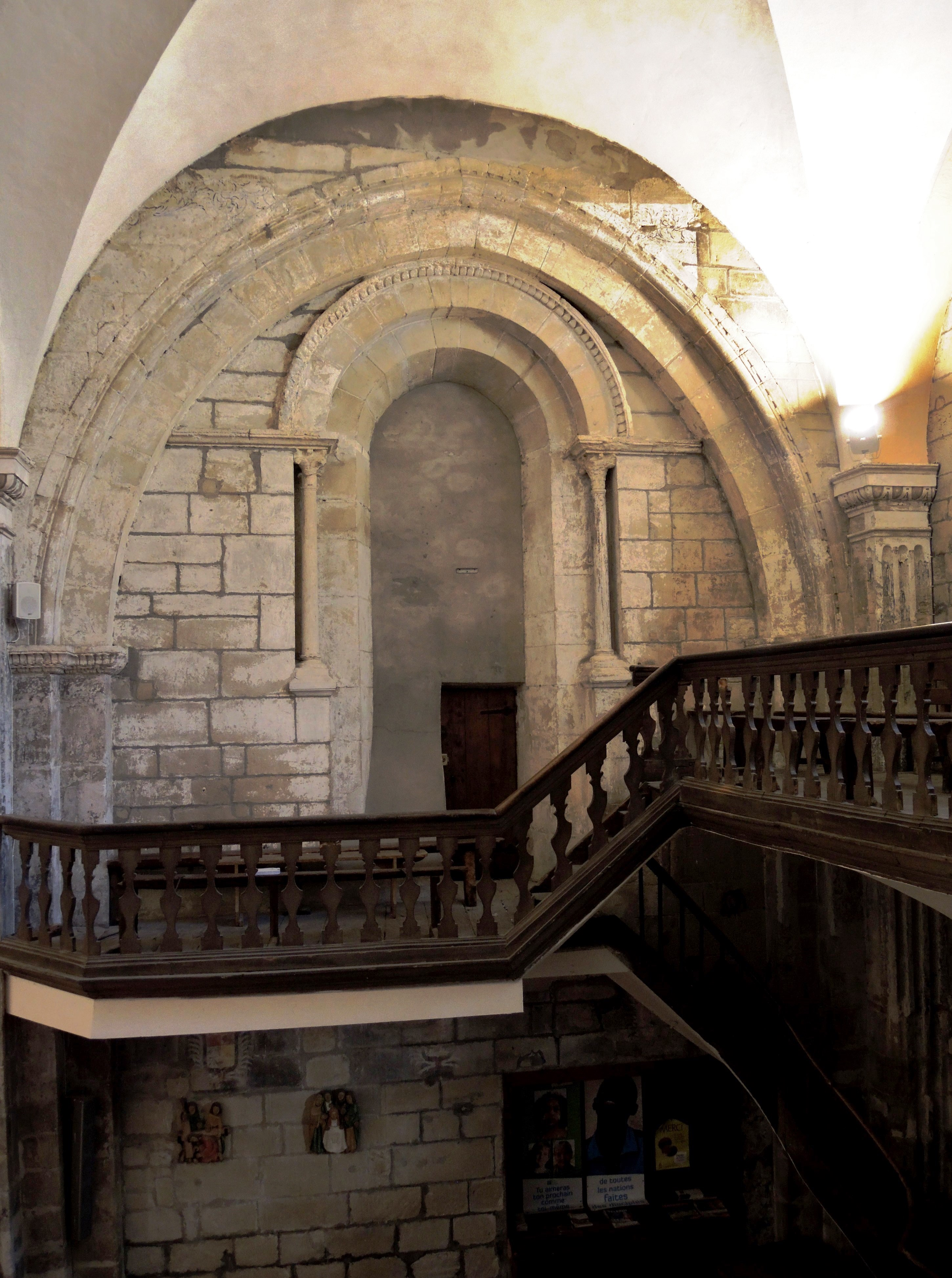
Voûtes romanes au niveau de la tribune.

#### Les trois croix
Trois grandes croix dominent le village d'Andance à mi-hauteur de la colline du Chatelet. Elles ne représentent pas un calvaire ordinaire, mais le souvenir d'une légende particulière à Andance qui date de l'Antiquité. Un bateau, en pierre selon la légende, aurait abordé à Andance, chargé des corps de trois martyrs jetés dans le Rhône à Lyon ou à Vienne : Agathon, Orianée et Pompina. Cette légende est rappelée par le calvaire du Chatelet, mais aussi par une croix en pierre élevée en 1860 place du Cloître et, dans l'église, par un tableau et un reliquaire daté de 1737.

#### La chapelle de Saint-Bosc

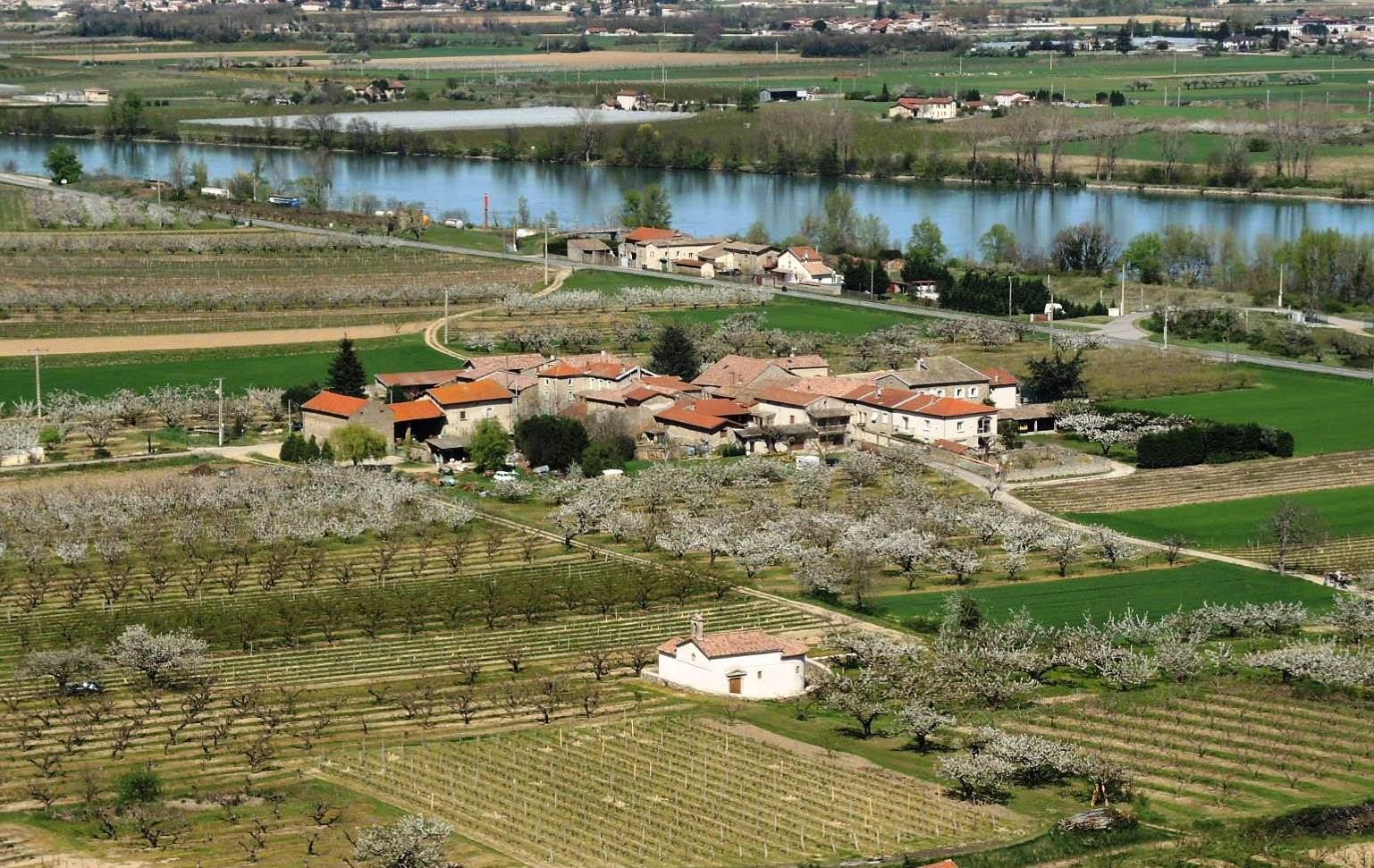
La chapelle dédiée à saint Barulas, près du hameau de Saint-Bosc.

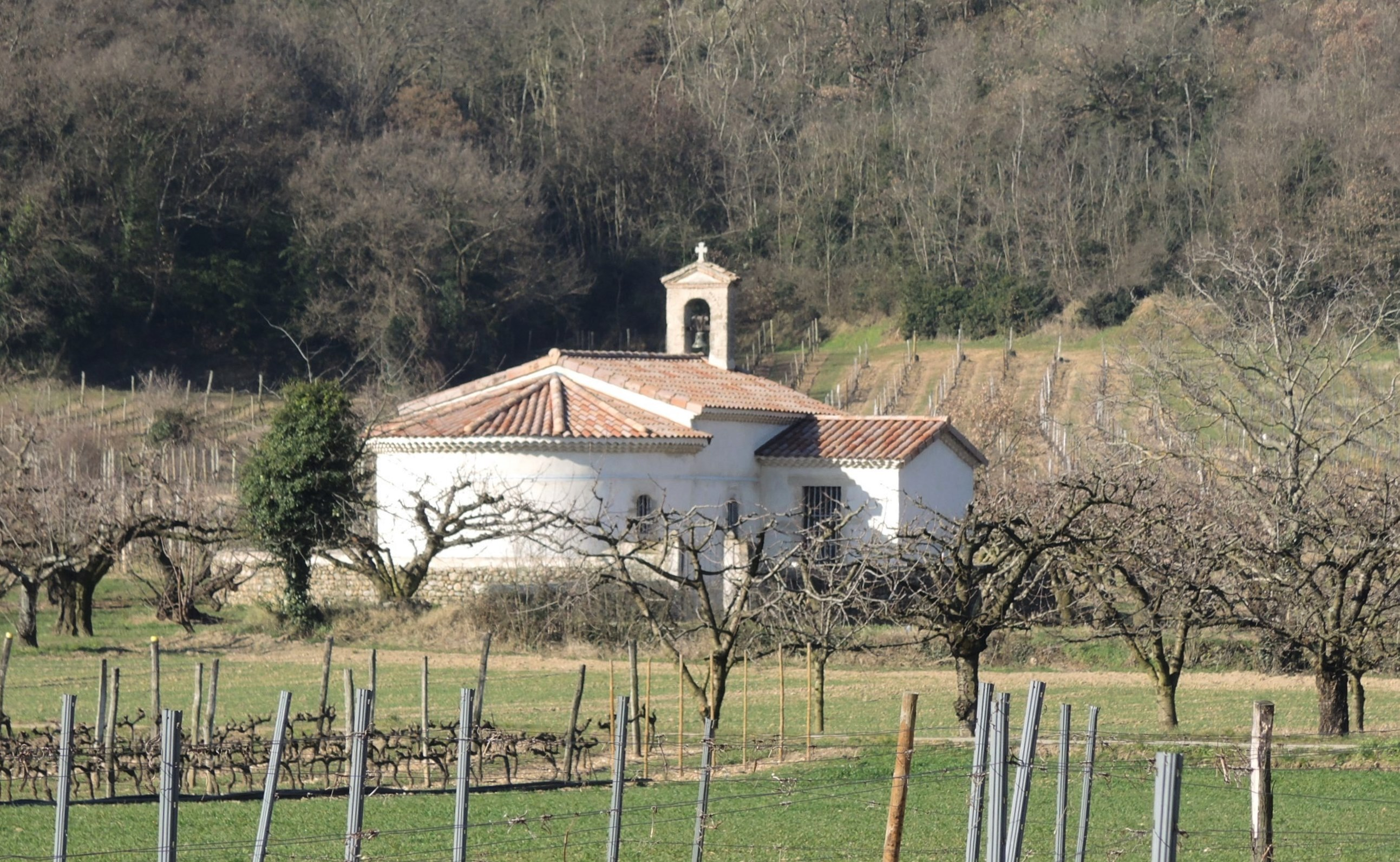
Une chapelle bien conservée, au milieu des vergers.

Près du hameau de Saint-Bosc, une chapelle est dédiée à saint Barulas (ou Barral), enfant martyr à Antioche en Syrie en l'an 303, en même temps que saint Romain. Elle est sans doute assez ancienne, Ve siècle peut-être, mais a été restaurée à plusieurs reprises. Sa fondation remonterait à la découverte dans les environs de la tombe d'un enfant. Le découvreur voulant remonter le squelette chez lui, les os lui échappent et « barulent » (dégringolent) à plusieurs reprises pour se rassembler. D'où l'attribution des reliques à saint Barulas.
Plusieurs tableaux, croix et statues de la chapelle ont été classés monuments historiques.

#### Le pont suspendu

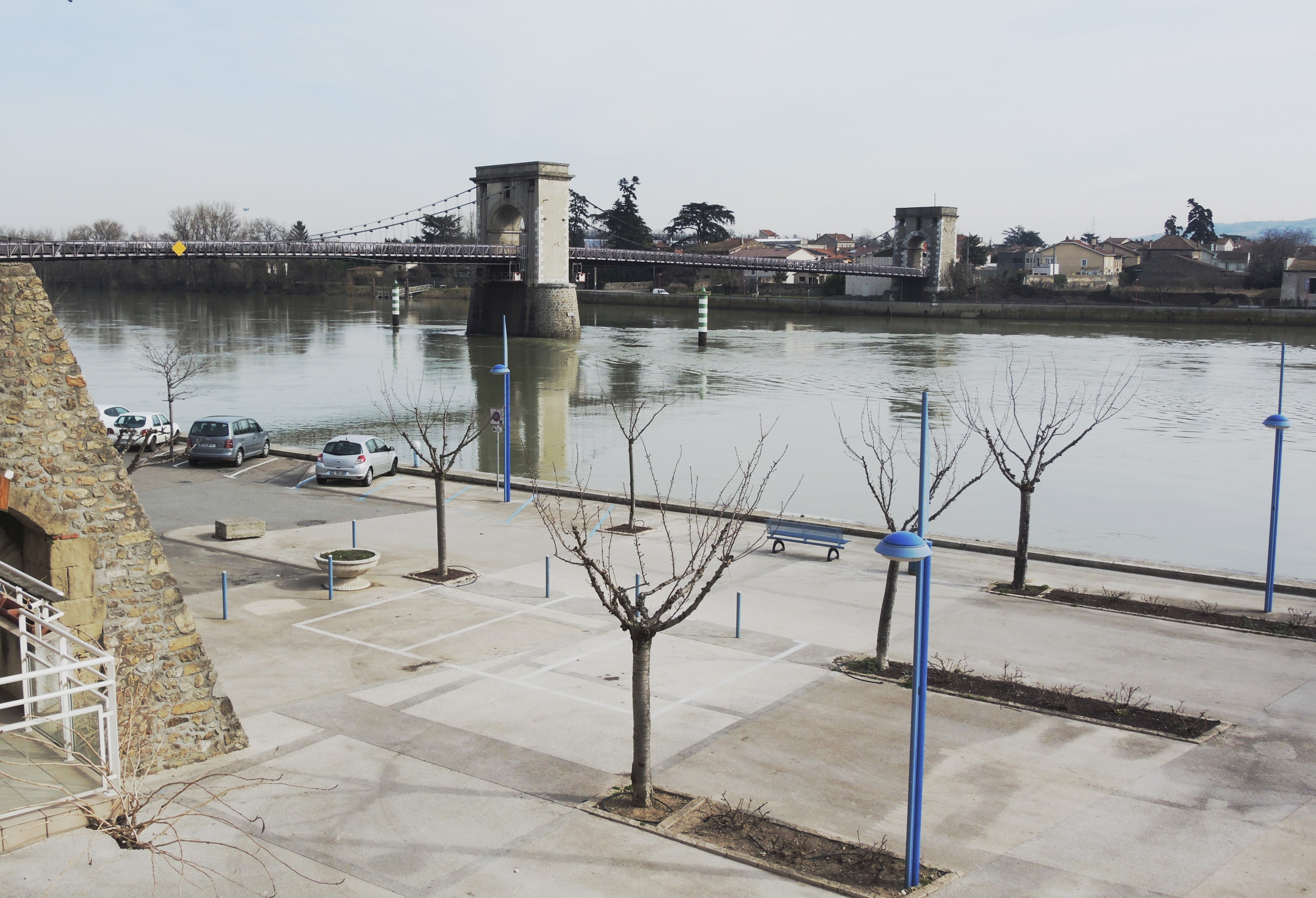
Le quai Bernard-Clavel, aménagé pour la promenade et les animations.

Le pont d'Andance demeure le pont suspendu le plus ancien encore utilisé sur le Rhône. Construit en 1827 par Marc Seguin et ses frères, il a été à l'époque le deuxième pont de ce type sur le Rhône, après celui de Tournon et avant celui de Serrières. Il remplaçait un bac à traille.
En août 1944, les Allemands battant en retraite font sauter le tablier rive droite. Il est remis en état en juillet 1946.
Aujourd'hui, le pont est toujours en fonction, malgré son tablier relativement étroit qui ne permet des croisements sûrs que sur la pile médiane. Les encombrements y sont de plus en plus fréquents avec un trafic qui a atteint une moyenne de 5 600 véhicules par jour en 2014.

### Patrimoine naturel

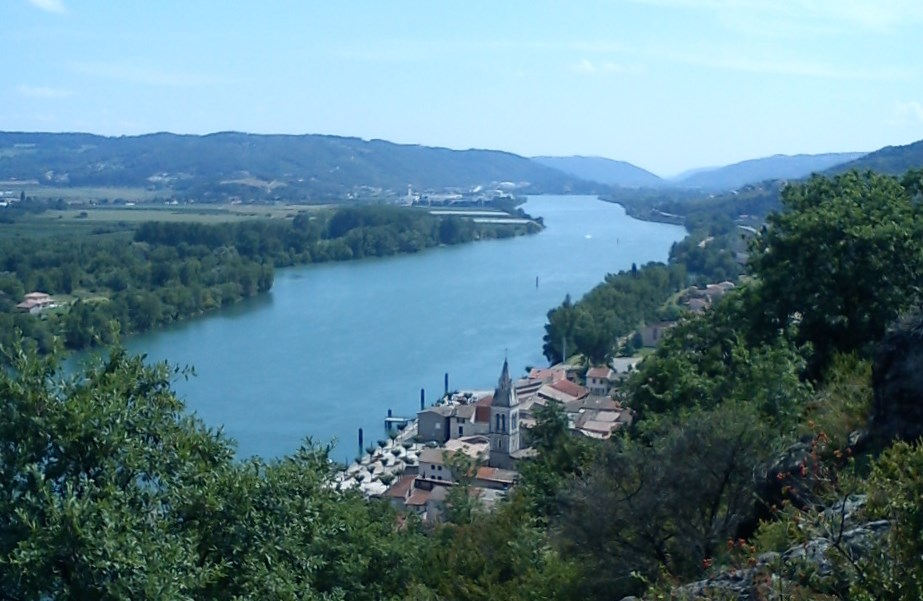
Le panorama côté sud, depuis la montée au Châtelet.

Les bords du Rhône, au niveau des quais, permettent de flâner devant le trafic du fleuve. Des sentiers les prolongent vers le sud jusqu'à l'embouchure du Torrenson. Au-delà, on peut suivre l'ancien chemin de halage jusqu'à l'embouchure de la Cance.
On peut monter à la colline du Châtelet par un sentier pittoresque et panoramique, jusqu'aux Trois Croix, ou jusqu'à la crête sommitale, où se rajoute le panorama vers l'ouest, au-delà des vignes. Le site de l'ancien temple, recouvert après les dernières fouilles, n'offre rien de particulier à voir. Des parcours en boucle sont possibles en redescendant vers Saint-Désirat ou Saint-Étienne-de-Valoux.
Plusieurs circuits sont possibles sur les pentes qui montent vers le plateau de Talencieux. Un autre a été balisé dans la plaine de Saint-Bosc.
Plusieurs circuits sont balisés pour la petite randonnée. Sur la colline du Châtelet, avec retours possibles par Saint-Désirat, ou Saint-Étienne-de-Valoux et le Torrenson. Vers le plateau de Talencieux et retour par les bords du Rhône. Autour de la chapelle de Saint-Bosc,.

### Andance dans les arts
Andance est citée dans le poème d’Aragon, Le conscrit des cent villages, écrit comme acte de Résistance intellectuelle de manière clandestine au printemps 1943, pendant la Seconde Guerre mondiale.

### Personnalités liées à la commune
Léon Gambetta a effectué un court passage à Andance le 18 septembre 1878. En visite chez son ami le maire d'Andancette Pierre Christophle, il a traversé le Rhône en barque jusqu'à Andance où il a pris le lendemain le vapeur pour Valence. Une plaque souvenir a été posée sur la façade de l'hôtel de la Navigation.